# Украина (гостиница, Москва)
Гости́ница «Украи́на» сети «Рэдиссон Коллекшн» — высотный дом, седьмая и последняя из построенных сталинских высоток в Москве на Кутузовском проспекте в 1953—1957 годах по проекту архитекторов Аркадия Мордвинова, Вячеслава Олтаржевского и главного конструктора Павла Красильникова.
Здание, выполненное в стиле сталинский ампир, состоит из трёх корпусов. Центральный из них состоит из 34 этажей, его высота составляет 206 метров (включая 73-метровый шпиль). В боковых корпусах дома находятся 250 квартир, которые, предположительно, появились по распоряжению Никиты Хрущёва.
Здание было приватизировано в 2005 году, с 2007 по 2010 в нём шла реконструкция, после которой открылась гостиница «Рэдиссон Ройал, Москва» — на тот момент самая престижная в городе.

## История

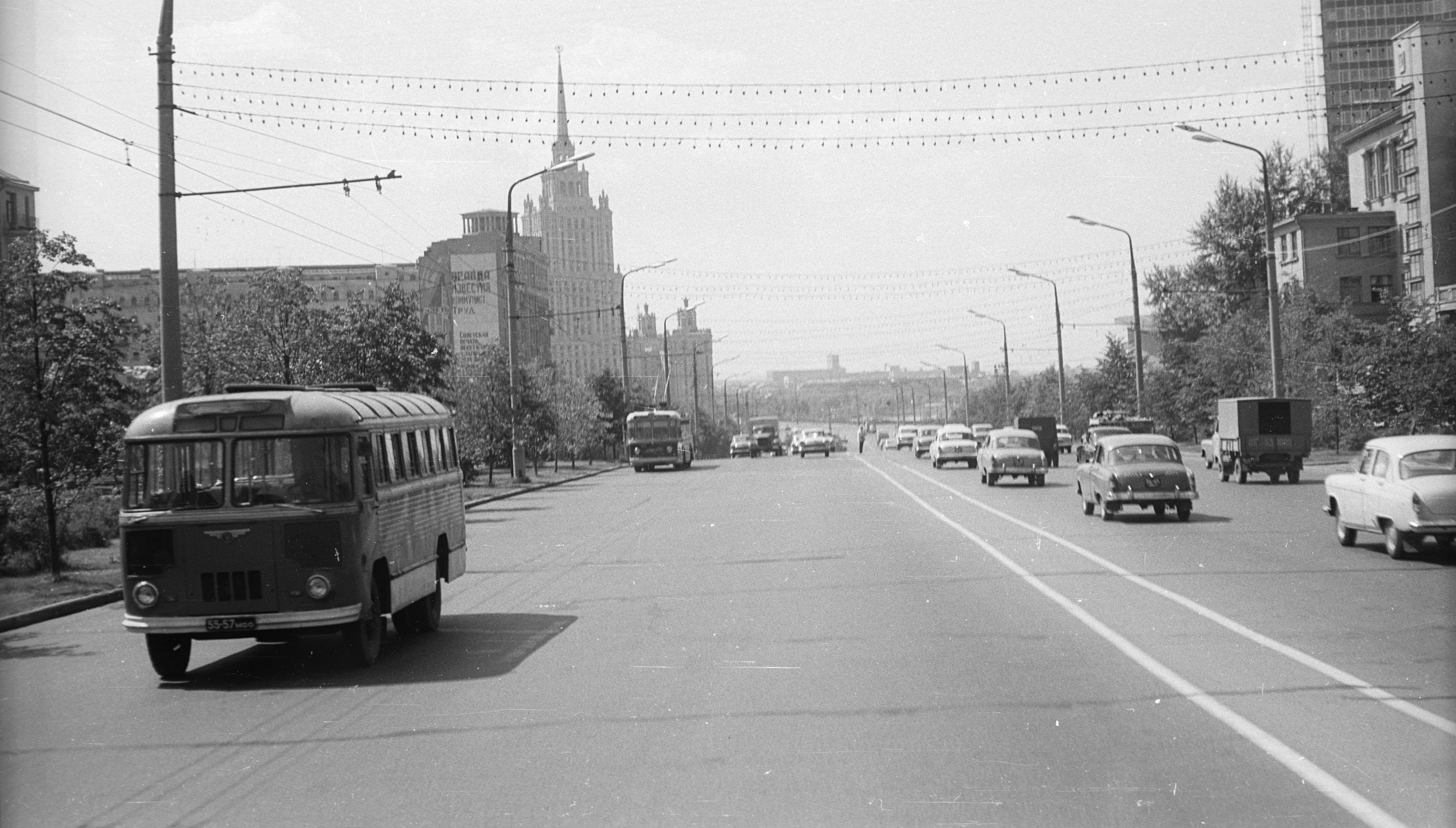
Вид на гостиницу с проспекта Калинина (ул. Новый Арбат), 1967 год

### Предыстория
Возможность строительства высотных зданий в Москве отечественные архитекторы стали активно обсуждать после Революции 1917 года. В кратчайшие сроки появилось много интересных проектов. Среди них — проект небоскрёба ВСНХ на Лубянской площади, выполненный Владимиром Кринским в 1923-м. В том же году братья Веснины предложили проект Дворца труда, высотный корпус которого представлял собой башню высотой 132 метра.
Правительство поддерживало желание архитекторов перестроить столицу Советского Союза, однако обсуждение проектов таких выдающихся зданий затянулось на долгие годы. И только в 1935-м было объявлено о перспективном строительстве Дворца Советов и нескольких высотных домов. Пять лет спустя архитектор Дмитрий Чечулин опубликовал проект 24-этажного общественного здания на Дорогомиловской излучине Москвы-реки — на этом месте впоследствии появилась гостиница «Украина». Эскизы были опубликованы в номерах 11—14 журнала «Строительство Москвы». Все подготовительные работы этого проекта продвигались слишком медленно, а с началом Великой Отечественной войны вовсе были заморожены.

### Проект высотки

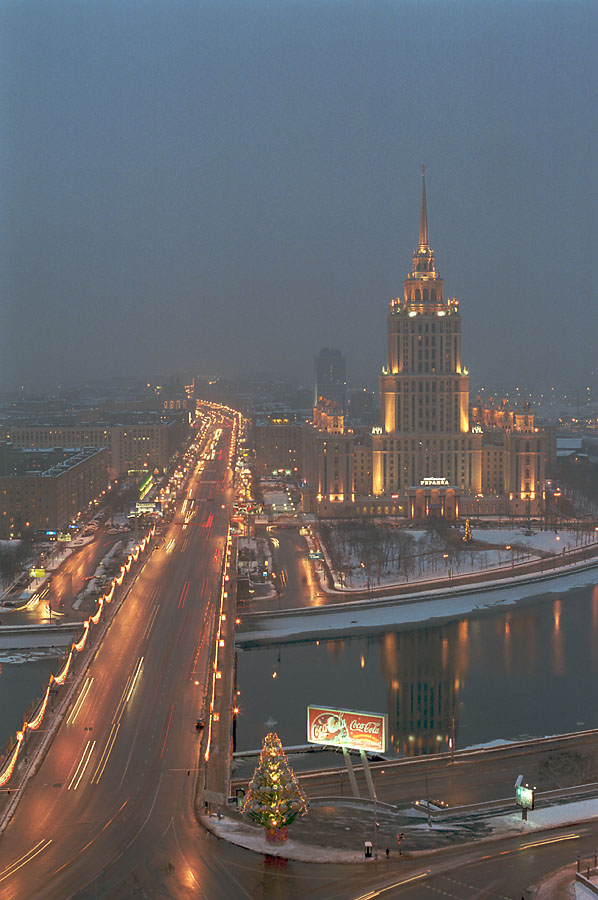
Вид на гостиницу и Кутузовский проспект, 2008 год

Советское правительство не отказалось от строительства небоскрёбов. 13 января 1947 года Секретарь ЦК ВКП(б) Иосиф Сталин подписал Постановление Совета Министров СССР «О строительстве в г. Москве многоэтажных зданий». Некоторые историки считают, что эта идея была воплощена исключительно из-за личной заинтересованности Сталина, который хотел создать в Москве архитектурные памятники своего времени. В принятом постановлении не было упоминания о здании в Дорогомилове. Однако в пункте 4 говорилось, что на Ленинградском шоссе рядом со стадионом «Динамо» планируется построить 26-этажное здание с гостиничным и жилым фондом. Мордвинову, как представителю Комитета по делам архитектуры при Совмине, следовало провести экспертизу проекта и предоставить план строительства на утверждение в правительство. Строительные работы передали Министерству строительства предприятий тяжёлой индустрии. Проект гостиницы поручили разработать архитекторам Аркадию Мордвинову, Вячеславу Олтаржевскому и главному конструктору Павлу Красильникову.
В дальнейшем правительство приняло решение о переносе строительства в Дорогомиловскую слободу, застроенную бараками и деревянными домами. Это объясняется стремлением создать высотную доминанту на пересечении набережной Москвы-реки и перспективной крупной магистрали — Кутузовского проспекта. Проектировщики учли не только расположение автомобильных дорог: рядом с гостиницей была создана пристань речного флота.
В отличие от Нью-Йорка, сталинские небоскрёбы того же времени строили не в отдельном районе: их распределили преимущественно по историческому центру столицы — новые высотки должны были служить архитектурными доминантами столицы. Аналогичную роль в дореволюционной Москве выполняли церковные колокольни и купола. Главный архитектор Москвы Дмитрий Чечулин также учёл, чтобы будущие небоскрёбы могли «перекликаться» между собой.

### Строительство

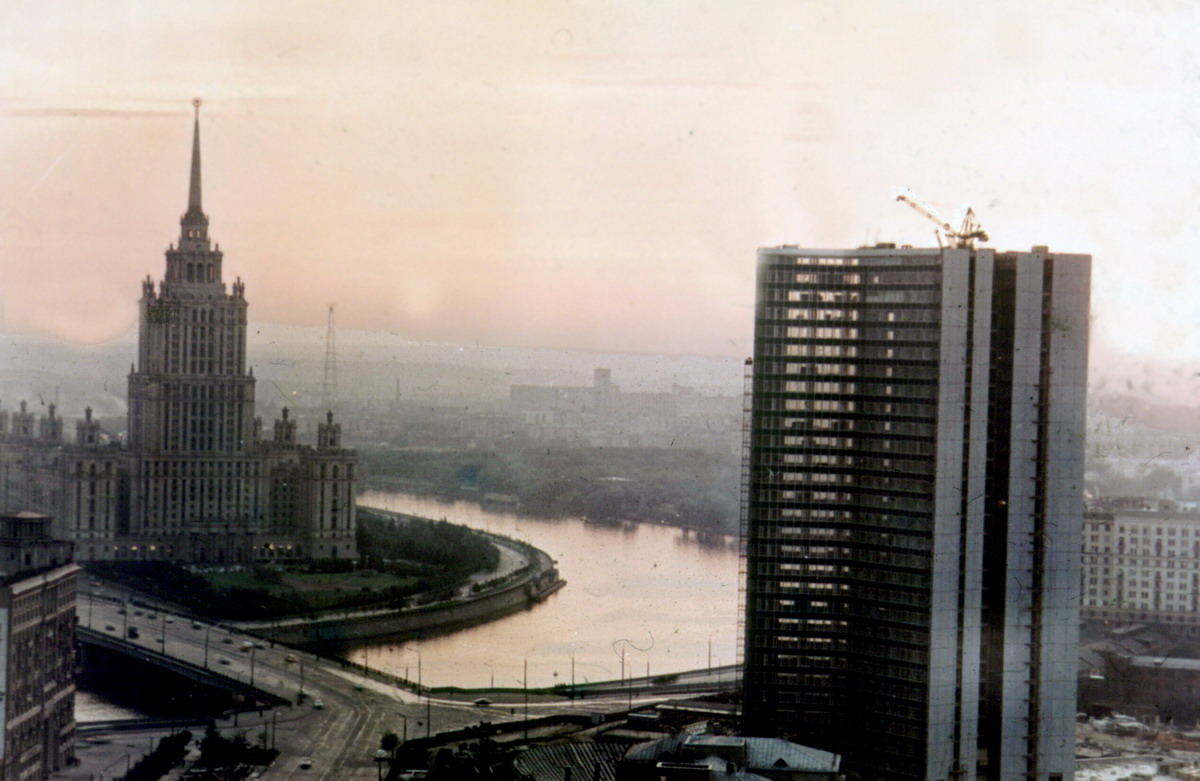
Вид на гостиницу и здание Совета экономической взаимопомощи, 1970 год

Как и все построенные сталинские высотки, первый камень гостиницы был торжественно заложен 7 сентября 1947 года, в день празднования 800-летия Москвы, однако работы начались только в 1953-м. Строительство высотных зданий в Москве осложнялось тремя обстоятельствами. Первой проблемой были слабые московские грунты (супеси, суглинки, пески), из-за чего приходилось устраивать мощные фундаменты. Вторая ощутимая трудность — советские специалисты, кроме Олтаржевского и ещё нескольких архитекторов, не имели соответствующего опыта. Также в стране отсутствовала необходимая техническая база.
Учитывая внимание Сталина к проекту, для высотного строительства были разработаны с нуля или усовершенствованы необходимые технологии и механизмы. Специально для сталинских высоток был разработан оригинальный «коробчатый фундамент», который позволял возводить здание без гигантских железобетонных массивов и вертикальных осадочных швов. Рабочие получили бетононасос, способный перекачивать свежий раствор на высоту до 40 метров, башенные краны УБК с грузоподъёмностью 15 тонн, способные поднимать сами себя с этажа на этаж по мере роста здания. При строительстве гостиницы эти краны использовали при возведении стен и для монтажа крупных элементов арматурных блоков. Кроме того, при опалубке нижней плиты фундамента постаменты кранов являлись частью железобетонной конструкции здания и впоследствии стали частью фундамента. В Люберцах и Кучине были организованы специальные заводы по производству железобетонных плит, а использование металлического каркаса потребовало создания новых стеновых материалов: «многодырчатых» кирпичей и пустотелых керамических камней. Для производства этих материалов было создано предприятие в селе Кудиново.
Поскольку гостиница строилась позже других сталинских высоток, инженеры и рядовые специалисты учитывали предшествующий опыт, чтобы оптимизировать рабочий процесс. На стройплощадке было механизировано большинство операций по доставке грузов от момента их поступления на объект до транспортировки на рабочие места.
Здание возводилось в непосредственной близости к Москве-реке, поэтому следовало провести дополнительные работы по осушению грунта вокруг будущего фундамента. Инженеры применили эффективный и сравнительно недорогой способ. Вокруг котлована была создана двухконтурная иглофильтровая установка: последовательность из труб, погруженных в скважины и подключённых к всасывающему коллектору. Это позволило при минимальных затратах вести работы в абсолютно сухом грунте.
Задолго до ввода здания в эксплуатацию стало известно, что по распоряжению первого секретаря ЦК КПСС Никиты Хрущёва гостиница будет называться «Украина», а не «Дорогомиловская» (проектное название — «Гостиничное здание в Дорогомилове»), как предполагалось изначально. Причина заключалась в стремлении сделать символичный жест в контексте празднования в 1954 году 300-летия воссоединения России и Украины.

### Открытие и эксплуатация
Торжественное открытие гостиницы на Дорогомиловской набережной состоялось 25 мая 1957 года. Советская пресса широко освещала это событие. В начале июня газета «За культурную торговлю» отмечала, что в «Украине» — крупнейшей в Европе гостинице — насчитывается 1026 номеров. Открытый в том же году Калининский мост связал Дорогомилово с центром города и сократил путь до гостиницы.
«Украина» считалась престижной и была ориентирована, в первую очередь, на размещение иностранцев. Сразу после открытия в ней проживали гости VI Всемирного фестиваля молодёжи и студентов. В 1961 году в гостиницу заселились делегаты I Всемирного форума молодёжи и студентов в борьбе за национальную независимость и освобождение.
В 1964 году в сквере перед главным фасадом здания установили 10-метровый памятник украинскому поэту Тарасу Шевченко. Над монументом работали скульпторы Михаил Грицюк, Ю. Л. Синкевич, А. С. Фуженко и архитекторы А. А. Сницарёв, Ю. А. Чеканюк.
В 1989 году в гостинице проживали популярные западные рок-музыканты — участники Московского международного фестиваля мира. По их наблюдениям, привычные услуги отсутствовали, туалетная бумага была дефицитом, в огромных номерах почти не было мебели, а кровати оказались узкими. Клавишник группы «Bon Jovi» Дэвид Брайан нашел целую комнату подслушивающих людей со всеми видами наушников и аппаратуры. Солист группы «Cinderella» Том Кейфер жаловался на отсутствие прямой международной телефонной связи, медлительность сотрудниц гостиницы и незнание ими английского языка. Мрачные пустынные коридоры напоминали барабанщику группы «Mötley Crüe» Томми Ли интерьеры из фильма ужасов «Сияние». Гитарист группы Skid Row Скотти Хилл заметил, что «еда в отеле была очень странной, какое-то желе из слипшихся морепродуктов», басист его группы Рэйчел Болан отмечал отсутствие занавески в ванной и наличие тараканов, которые разбегались при включении света. Художник фестиваля Питер Макс вспоминал, что на завтрак никто не спускался: «то что нам предлагали, есть не хотелось: вареные яйца, странное мясо и чай».

### Гостиница «Рэдиссон Коллекшн»
Впервые попытка привлечь частных инвесторов к обслуживанию гостиницы была предпринята в середине 1990-х годов. В 1997-м правительство Москвы заключило контракт на реконструкцию гостиницы со швейцарской компанией First Hotel Service Management Ltd. Однако работы ограничились косметическим ремонтом здания и мойкой фасадов.
В 2005 году гостиницу «Украина» приватизировали — ООО «Бисквит» приобрела 100-процентный пакет акций за 7 миллиардов 881 миллион рублей (275 миллионов долларов). Вскоре после этого началась капитальная реконструкция здания, продолжавшаяся до апреля 2010-го. В ходе работ была осуществлена перепланировка, в результате которой номерной фонд сократился до 505 традиционных номеров и 38 апартаментов, оснащённых кухней. Площадь среднего стандартного номера стала составлять 36 м². Реконструкция обошлась в 300 миллионов долларов. Формально инвесторы сохранили историческое имя, однако официально гостиница стала называться «Гостиница Рэдиссон Ройал, Москва». В 2010-х годах гостиница стала одной из самых престижных в Москве: в 2017-м в ней останавливался председатель Китайской Народной Республики Си Цзиньпин.
В ходе перестройки интерьеры номеров были полностью переделаны в соответствии с современными представлениями о роскоши и комфорте, но интерьеры общественных помещений, ресторанов, холлов и вестибюлей в значительной степени сохранили исторический облик. В гостинице на тот момент осталось 1200 картин советских живописцев. В процессе реставрации в холлах установили специально приобретённые скульптурные портреты, созданные в СССР в 1940—1950-х годах. Всего было 57 статуй рабочих, пионеров, спортсменов.
19 ноября 2007 года на строительной площадке обрушилась одна из трёхэтажных декоративных башен, венчающих боковой флигель. В декабре того же года государственная комиссия, проводившая экспертизу здания, назвала причиной обрушения использование советскими строителями некачественных материалов. Заместитель председателя Москомнаследия Москвы Александр Филяев заявил журналистам, что при возведении высотки кирпич и цемент «не всегда соответствовали маркам, заявленным в проектной документации». В ходе восстановительных работ упавшую башню полностью восстановили.

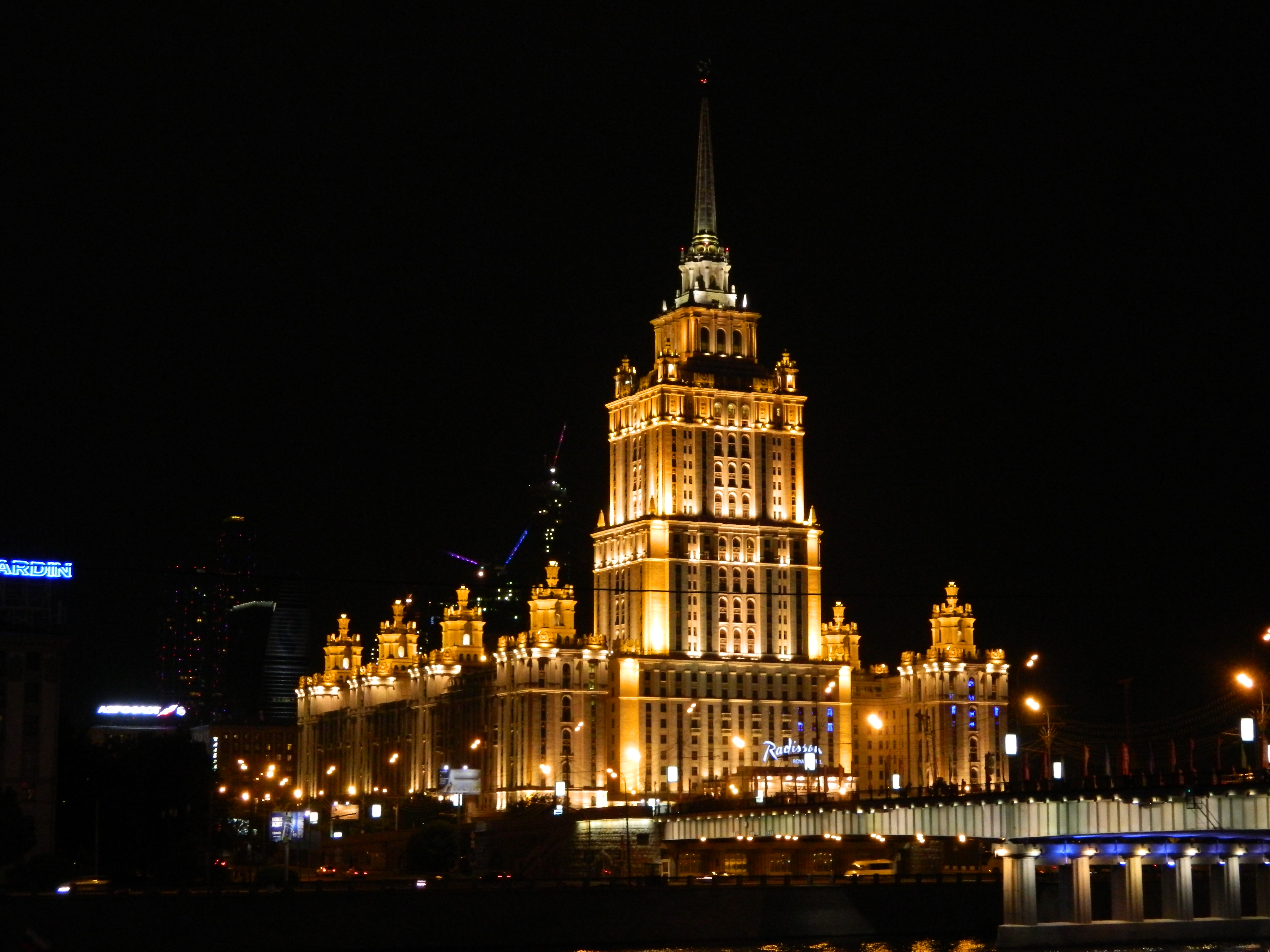
Современная подсветка здания, 2011 год

По состоянию на 2019 год в отеле действует конференц-центр с несколькими переговорными, холлом на 400 персон, рестораном и банкетным залом, который расположен на отдельном этаже и рассчитан на приём до тысячи гостей. На 33-м этаже отеля находится круглогодичная смотровая площадка, с которой открывается панорамный вид на город. Доступ на площадку открыт только для постояльцев гостиницы и посетителей расположенных в здании ресторанов. В подвальных этажах находится один из крупнейших в Европе фитнес-центр. Также гостиница располагает собственной флотилией прогулочных теплоходов, которые круглогодично совершают походы по Москве-реке.

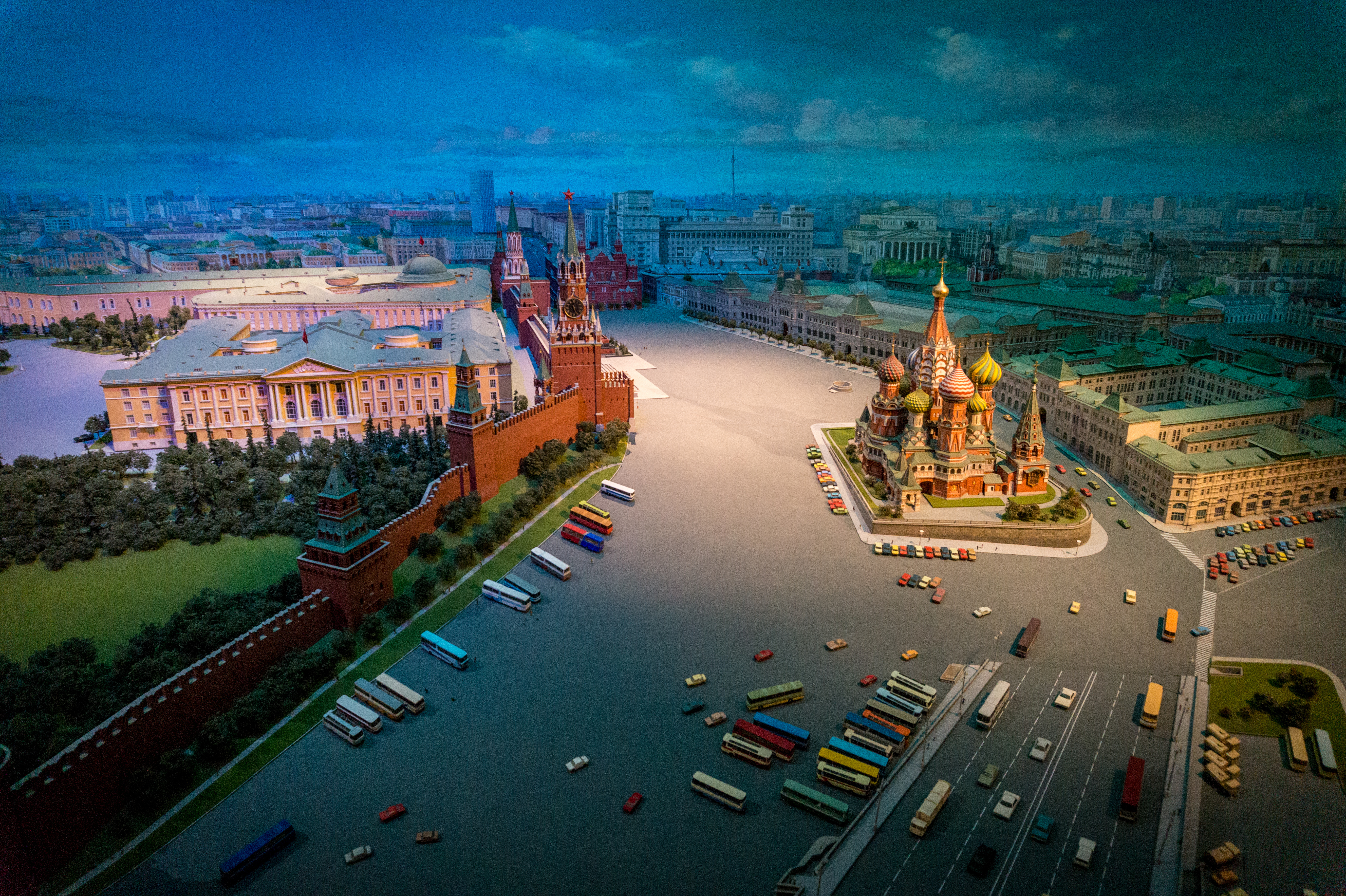
Диорама Москвы в гостинице, 2015 год

В холле на первом этаже экспонируется диорама «Москва — столица СССР» — макет города в масштабе 1:75. На нём изображена городская застройка 1977 года в пределах от Лужников до Земляного вала. Ширина макета составляет 16 метров, высота — 6 метров, глубина — 9,5 метров. Общая площадь — более 300 м². Особенность диорамы заключается в визуализации смены времени суток. Дневное освещение сменяется вечерним, после чего в домах зажигаются окна. Макет создал коллектив художников под руководством Ефима Дешалыта по заказу МИД СССР. Первоначально макет экспонировался в Нью-Йорке, а после долгого мирового турне выставлялся на ВДНХ и хранился в выставочном комплексе на улице Намёткина. В 2007-м его на аукционе приобрели специально для установки в гостинице «Украина».
В январе 2019 года отель присоединился к бренду Radisson Collection под управлением Radisson Hotel Group.

## Архитектура и стилистика

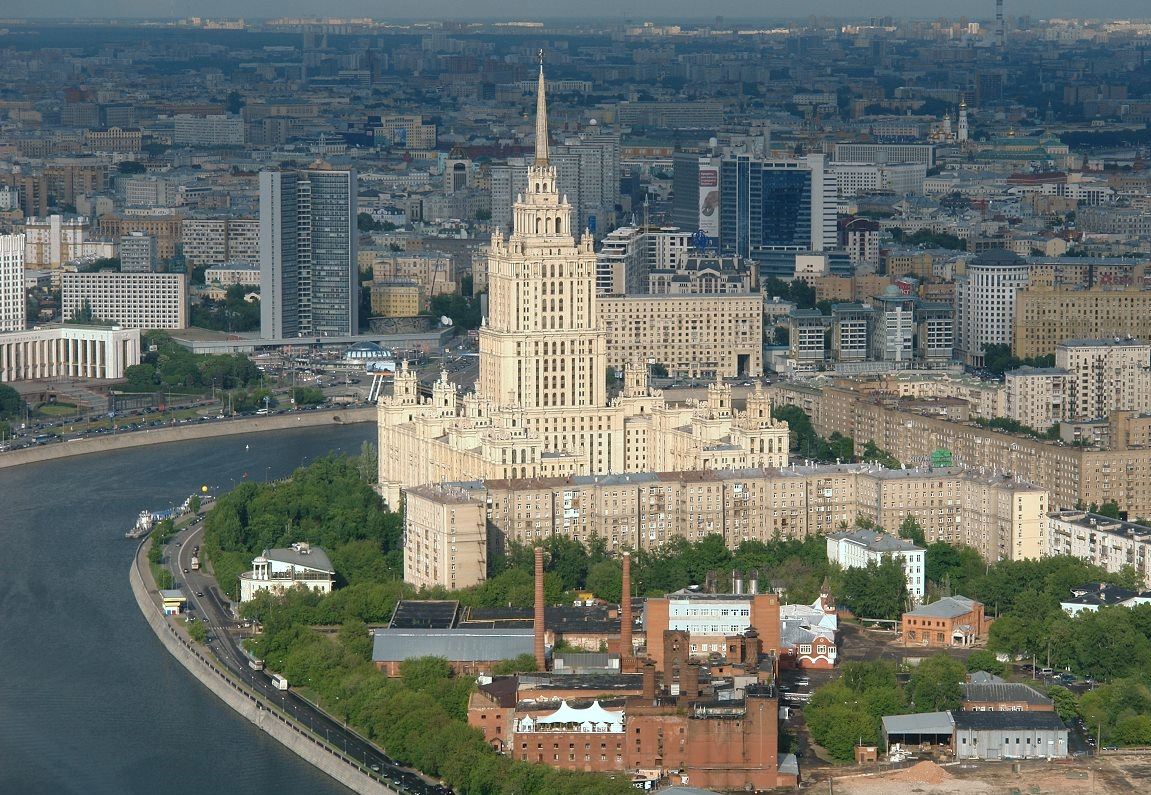
Вид на гостиницу, 2008 год

В 1930-х в Советском Союзе сформировался новый архитектурный стиль, впоследствии получивший название «сталинский ампир». Его характерными чертами были массивность сооружений и обилие декоративных элементов даже на жилых зданиях. Декоративное оформление отличалось эклектичностью: наряду с применением классических ордеров использовалась современная символика, например изображения серпов, пятиконечных звёзд и обобщённые образы советских тружеников.
По богатству и характеру архитектурной композиции это не только образ гостиницы — это монумент величия сталинской эпохи.Архитектор Олтаржевский
По мнению Олтаржевского, монументальными были даже ступени, которые вели от набережной к речной пристани. Большая часть здания снаружи облицована керамическими блоками, первые два этажа — известняком, а цоколь и главный вход — гранитом. Угловые башни украшают стилизованные под снопы пшеничные колосья и вазоны. Интерьеры были украшены картинами советских художников; всего насчитывалось 1200 полотен. На потолке в центральном холле был создан живописный плафон «Праздник труда и урожая на хлебосольной Украине».
С учётом 73-метрового шпиля максимальная высота здания составляет 206 метров. «Украина» представляет в плане П-образное здание. Центральный корпус занимает сама гостиница, а в боковых корпусах с переменной этажностью от 9 до 11 расположено 255 квартир с 2—4-комнатными квартирами. Кроме того, в здании существовало две пятикомнатных квартиры. В башне центрального корпуса насчитывается 34 этажа. Гостиница отличалась исключительно дорогим убранством. Первоначально существовали номера различного уровня: от одноместного площадью 12 м² до трёхкомнатных люксов, в каждом из которых были гостиная и две спальни с отдельными ванными комнатами. В дополнение к роскошным интерьерам отличительной чертой «Украины» стал зимний сад с фонтаном, устроенный на втором этаже. В здании гостиницы действовали отделение почты, телеграф, сберегательная касса и несколько магазинов — книжный, цветочный и театральный. С момента открытия гостиницы на верхних этажах существовало закрытое кафе, вокруг которого была устроена открытая терраса с панорамным видом на город. В гостинице трудилось 800 человек.
Здание обладало передовыми инженерными системами. Помимо системы вентиляции, имелось централизованное кондиционирование. Воздух с улицы фильтровался и увлажнялся, его температура достигала 15 °C. Всё здание оснащалось централизованной системой пылеудаления, которая представляла собой систему щёток и шлангов, расположенных в каждом номере и каждой квартире. По трубопроводам, проложенным вдоль здания, пыль попадала в пылесосные станции, установленные в цокольных этажах. Собранная пыль отфильтровывалась и сбрасывалась в канализацию, а очищенный воздух из системы попадал на улицу. Гостиница была дополнительно оборудована ручными пылесосами. Для обеспечения отопления здания в подвальных помещениях находились бойлеры. Также в здании гостиницы была устроена телефонная станция на 10 000 номеров.

## Гостиница Украина в кино
- В кинофильме «Верные друзья» (1954) гостиница показана на этапе строительства.
- Здание гостиницы показано в фильме «Старик Хоттабыч» (1956) и в телесериале «Бригада» (2002).
- В помещении гостиницы разворачиваются основные события фильма «Святой» (1997).
- Большая часть фильма «Северное сияние» (2001) была снята в интерьерах гостиницы[30].
- В гостинице останавливается герой Шона Коннери в фильме «Русский дом» (1990) и герой Дэниела Крейга в фильме «Архангел» (2005).